# Honey Bunch
Honey Bunch ist ein kanadischer Spielfilm von Madeleine Sims-Fewer und Dusty Mancinelli aus dem Jahr 2025.

## Handlung
Ohne jegliche Erinnerung wird Diana von ihrem Ehemann Homer in eine abgelegene Traumaklinik gebracht, die von Anfang an unheimlich wirkt.  Kurz danach erscheint auch ein Mädchen names Josephina in Begleitung ihres Vaters.  Diana leidet nach einem angeblichen Unfall unter lähmenden Schmerzen und Gedächtnisverlust. Man verspricht ihr völlige Heilung, aber sie entdeckt mehr und mehr Ungereimtheiten. Diana wird sich selbst und ihrem Mann immer fremder, sie hat Erscheinungen, von denen sie nicht weiß, wie real sie sind, und beunruhigende Erinnerungen an ihre gemeinsame Zeit werden wach. Den Liebesbeteuerungen ihres Mannes misstraut sie mehr und mehr.  
Im Wald begegnet Diana einer Frau, die ihr wie ein Zwilling gleicht, aber nicht spricht und die sie in ein Nebengebäude der Klinik führt. Dort macht Diana eine verstörende Entdeckung: In der Klinik werden kranke Menschen geklont, um ihnen als Klone ein gesundes Leben zu ermöglichen. Das Klonen misslingt aber immer wieder, die nicht gelungenen Exemplare werden vernichtet.  Homer hat aber entschieden, dass Dianas Klone alle am Leben erhalten werden.  Der Vater von Josephina, die nicht gerettet werden kann, ist verzweifelt und setzt die Klinik in Brand. Homer wird schwer verletzt gerettet, und Diana kümmert sich fortan um ihn.  

## Veröffentlichung
Die Weltpremiere von Honey Bunch erfolgte am 18. Februar 2025 im Rahmen der Internationalen Filmfestspiele Berlin. Dort wurde das Werk in die Sektion Berlinale Special aufgenommen.